# Campeonato Sul-Americano de Clubes de Basquete Feminino de 2014
O Campeonato Sul-Americano Feminino de Clubes de 2014 foi a 17º edição do torneio, sendo a 3ª competição sob o comando da FIBA. O formato do torneio foi de dois grupos contendo quatro equipes cada, com um total de 8 equipes, e a cidade de Quito sendo mais uma vez a sede do torneio.

## Participantes
- Deportivo Berazategui;
- Universidad Católica Boliviana San Pablo;
- Sport Club Recife;
- Universidad Austral;
- La Estancia de Popayan;
- Universidad Tecnológica Equinoccial;
- Real Club de Lima;
- Club Malvín;

Paraguai e Venezuela não indicaram representantes para a disputa do torneiro.

## Grupos
| Grupo A              | Grupo B             |
| -------------------- | ------------------- |
| Universidad Católica | Berazategui         |
| Sport                | Universidad Austral |
| La Estancia          | U.T.E.              |
| Malvín               | Real Lima           |

## Fase de grupos

### Grupo A
| Pos. | Equipe               | Pts | PJ | PG | PP | PF  | PC  | Dif |
| ---- | -------------------- | --- | -- | -- | -- | --- | --- | --- |
| 1.   | La Estancia          | 6   | 3  | 3  | 0  | 285 | 207 | +78 |
| 2.   | Sport                | 5   | 3  | 2  | 1  | 237 | 214 | +23 |
| 3.   | Malvín               | 4   | 3  | 1  | 2  | 218 | 252 | -34 |
| 4.   | Universidad Católica | 3   | 3  | 0  | 3  | 215 | 282 | -67 |

| data               | Horário² | Partida¹             | Partida¹ | Partida¹             |
| ------------------ | -------- | -------------------- | -------- | -------------------- |
| 25 de maio de 2014 | 13:00    | Universidad Católica | 72-83    | Malvín               |
| 25 de maio de 2014 | 17:00    | La Estancia          | 76-67    | Sport                |
| 26 de maio de 2014 | 14:00    | Malvín               | 70-99    | La Estancia          |
| 26 de maio de 2014 | 18:00    | Sport                | 89-73    | Universidad Católica |
| 27 de maio de 2014 | 14:00    | Universidad Católica | 70-110   | La Estancia          |
| 27 de maio de 2014 | 18:00    | Sport                | 81-65    | Malvín               |

- (¹) -  Todas as partidas no Coliseo Julio César Hidalgo, Quito, Equador
- (²) -  Hora local de Quito (UTC-5)

### Grupo B
| Pos. | Equipe              | Pts | PJ | PG | PP | PF  | PC  | Dif |
| ---- | ------------------- | --- | -- | -- | -- | --- | --- | --- |
| 1.   | Berazategui         | 6   | 3  | 3  | 0  | 270 | 200 | +70 |
| 2.   | U.T.E.              | 5   | 3  | 2  | 1  | 307 | 230 | +77 |
| 3.   | Universidad Austral | 4   | 3  | 1  | 2  | 214 | 278 | -64 |
| 4.   | Real Lima           | 3   | 3  | 0  | 3  | 203 | 286 | -83 |

| data               | Horário² | Partida¹            | Partida¹ | Partida¹            |
| ------------------ | -------- | ------------------- | -------- | ------------------- |
| 25 de maio de 2014 | 15:00    | Berazategui         | 88-61    | Real Lima           |
| 25 de maio de 2014 | 19:30    | U.T.E.              | 114-70   | Universidad Austral |
| 26 de maio de 2014 | 16:00    | Universidad Austral | 59-93    | Berazategui         |
| 26 de maio de 2014 | 20:00    | U.T.E.              | 113-71   | Real Lima           |
| 27 de maio de 2014 | 16:00    | Real Lima           | 71-85    | Universidad Austral |
| 27 de maio de 2014 | 18:00    | Berazategui         | 89-80    | U.T.E.              |

- (¹) -  Todas as partidas no Coliseo Julio César Hidalgo, Quito, Equador
- (²) -  Hora local de Quito (UTC-5)

## Disputa de 5º-8º lugares
Quito, 28 e 29 de maio de 2014 - Coliseo Julio César Hidalgo
|  | Classificação 5º-8º lugar | Classificação 5º-8º lugar |    |            | 5º lugar             | 5º lugar |  |
|  |                           |                           |    |            |                      |          |  |
|  | 28 de maio                |                           |    |            |                      |          |  |
|  | Malvín                    | 84                        |    |            |                      |          |  |
|  | Real Lima                 | 73                        |    |            |                      |          |  |
|  |                           |                           |    |            |                      |          |  |
|  |                           |                           |    |            | 29 de maio           |          |  |
|  |                           |                           |    |            | Malvín               | 90       |  |
|  |                           | Universidad Austral       | 83 |            |                      |          |  |
|  |                           |                           |    |            |                      |          |  |
|  |                           |                           |    |            |                      |          |  |
|  |                           |                           |    |            | 7º lugar             |          |  |
|  | 28 de maio                | 28 de maio                |    | 29 de maio | 29 de maio           |          |  |
|  | Universidad Austral       | 86                        |    | Real Lima  | 66                   |          |  |
|  | Universidad Catolica      | 78                        |    |            | Universidad Catolica | 57       |  |

## Fase final
Quito, 28 e 29 de maio de 2014 - Coliseo Julio César Hidalgo
|  | Semi-Final  | Semi-Final  |    |             | Final          | Final |  |
|  |             |             |    |             |                |       |  |
|  | 28 de maio  |             |    |             |                |       |  |
|  | Berazategui | 69          |    |             |                |       |  |
|  | Sport       | 81          |    |             |                |       |  |
|  |             |             |    |             |                |       |  |
|  |             |             |    |             | 29 de maio     |       |  |
|  |             |             |    |             | Sport          | 83    |  |
|  |             | La Estancia | 82 |             |                |       |  |
|  |             |             |    |             |                |       |  |
|  |             |             |    |             |                |       |  |
|  |             |             |    |             | Terceiro lugar |       |  |
|  | 28 de maio  | 28 de maio  |    | 29 de maio  | 29 de maio     |       |  |
|  | La Estancia | 90          |    | Berazategui | 88             |       |  |
|  | U.T.E.      | 88          |    |             | U.T.E.         | 99    |  |

## Premiação
| Sul-Americano de Clubes 2014          |
| Brasil                                |
| ------------------------------------- |
| Sport Club Recife Campeão (1º título) |